# NS 1900

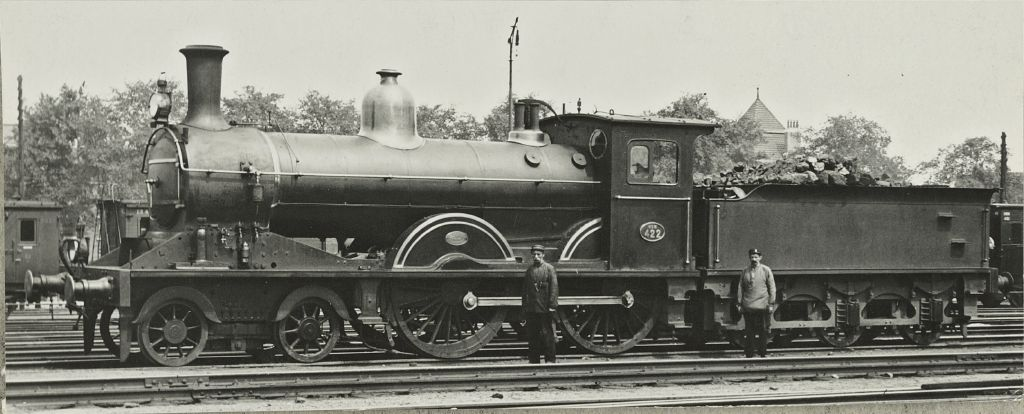
NS 1902 - HSM 422 (ca. 1910)

De serie NS 1900 was een serie sneltreinstoomlocomotieven van de Nederlandse Spoorwegen (NS) en diens voorganger Hollandsche IJzeren Spoorweg-Maatschappij (HSM).
Na de eerste tenderlocomotieven 771-772 met oververhitter, bestelde de HSM ook andere locomotieven met een oververhitter. Deze werden, evenals de 771-772, in 1907 door Werkspoor gebouwd. De HSM gaf ze de nummers 421-425. In zeker opzicht zijn deze locomotieven te beschouwen als een doorontwikkeling van de 350-408 met een oververhitter. Na goede ervaringen, waaronder een kolenbesparing van 15 à 17%, werd de serie uitgebreid met de 426-460 in de jaren 1908-1913.
Bij de samenvoeging van het materieelpark van de HSM en de Maatschappij tot Exploitatie van Staatsspoorwegen in 1921 kregen de locomotieven van deze serie de NS-nummers 1901-1940. 
Tijdens de Tweede Wereldoorlog werd een aantal locomotieven naar het oosten weggevoerd, waarvan de 1908, 1934, 1935 en 1937 niet meer terugkwamen en als vermist werden opgegeven.
De overige werden tussen 1946 en 1948 afgevoerd. Er is geen exemplaar bewaard.
| Fabrieksnummers | In dienst | HSM nummers | NS nummers | Uit dienst | Bijzonderheden                                     |
| --------------- | --------- | ----------- | ---------- | ---------- | -------------------------------------------------- |
| 183-187         | 1907      | 421-425     | 1901-1905  | 1946-1948  |                                                    |
| 227-229         | 1908      | 426-428     | 1906-1908  | 1946-1948  | NS 1906 vermist na de Tweede Wereldoorlog.         |
| 230-233         | 1909      | 429-432     | 1909-1912  | 1946-1948  |                                                    |
| 238-244         | 1909      | 433-439     | 1913-1919  | 1946-1947  |                                                    |
| 245-247         | 1910      | 440-442     | 1920-1922  | 1946       |                                                    |
| 266-270         | 1911      | 443-447     | 1923-1927  | 1946-1947  |                                                    |
| 289-295         | 1912      | 448-454     | 1928-1934  | 1946-1948  | NS 1934 vermist na de Tweede Wereldoorlog.         |
| 322-327         | 1913      | 455-460     | 1935-1940  | 1946-1947  | NS 1935 en 1937 vermist na de Tweede Wereldoorlog. |